# Auguste Pünkösdy
Auguste Schirokauer-Pünkösdy (* 28. August 1890 in Wien, Österreich-Ungarn; † 1. Oktober 1967 ebenda) war eine österreichische Schauspielerin.

## Leben
Sie begann ihre schauspielerische Laufbahn 1913 an der Volksbühne in Wien. 1914 wechselte sie nach Berlin und gehörte dort bis 1921 dem Ensemble des Deutschen Theaters an. 1921 wurde sie Mitglied des Burgtheaters und heiratete den Geschäftsmann Schirokauer, von dem sie 1924 wieder geschieden wurde.
Nach einigen wenigen Stummfilmrollen trat sie ab Mitte der 30er Jahre im Tonfilm auf, darunter mehrmals in Wiener Filmen. Sie blieb stets Nebendarstellerin, die von der Köchin in Konfetti (1936) bis zur Kaiserin in Der liebe Augustin (1940) die verschiedensten Randfiguren verkörperte. Sie stand 1944 in der Gottbegnadeten-Liste des Reichsministeriums für Volksaufklärung und Propaganda.
1961 wurde ihr das Ehrenkreuz für Wissenschaft und Kunst verliehen. Schirokauer-Pünkösdy ist in einem ehrenhalber gewidmeten Grab auf dem Neustifter Friedhof (Gruppe 2, Reihe 15, Nummer 16) beerdigt.

## Filmografie
| - 1917: Die Faust des Riesen - 1918: Es werde Licht!, 4. Teil:Sündige Mütter - 1920: Alkohol - 1934: Kleine Mutti - 1935: Knox und die lustigen Vagabunden (Zirkus Saran) - 1936: Konfetti (Confetti) - 1936: Singende Jugend - 1937: Premiere - 1938: Adresse unbekannt - 1939: Marguerite: 3 - 1940: Der liebe Augustin - 1940: Der Postmeister - 1941: Wir bitten zum Tanz - 1942: Wien 1910 - 1942: Sommerliebe - 1942: Späte Liebe - 1943: Der kleine Grenzverkehr | - 1943: Schwarz auf Weiß - 1943/47: Am Ende der Welt - 1944/47: Umwege zu Dir - 1944/48: Ein Mann gehört ins Haus - 1945: Ein Mann wie Maximilian - 1947: Singende Engel - 1948: Arlberg-Express - 1948: Der Prozeß - 1949: Eroica - 1950: Cordula - 1950: Das doppelte Lottchen - 1950: Erzherzog Johanns große Liebe - 1951: Verklungenes Wien - 1951: Kleiner Peter, große Sorgen (Stadtpark) - 1955: Götz von Berlichingen - 1957: Einen Jux will er sich machen |